# Tamara Smart
Tamara Valerie Smart (Londres, 14 de junio de 2005) es una actriz británica. Hizo su debut en la serie de CBBC The Worst Witch. Otros de sus  trabajos incluyen la reactivación de la serie de 2019 Are You Afraid of the Dark? y las películas de 2020 Artemis Fowl y A Babysitter's Guide to Monster Hunting.

## Biografía
Tamara Smart nació el 14 de junio de 2005 en Barnet un municipio del Gran Londres (London Borough of Barnet) sus padres son Fiona y Cornelius Smart. Tamara tomó clases en Dance Crazy Studios y en el Razzamataz Theatre School Barnet.
Asistió a la escuela de teatro Razzamataz Theatre School Barnet en 2016, cuando fue seleccionada por la agencia de casting Top Talent, luego consiguió el papel de Enid Nightshade en la serie de televisión The Worst Witch después de cuatro meses de audiciones.
En 2020, actuó en las películas Artemis Fowl de Kenneth Branagh y A Babysitter's Guide to Monster Hunting de Rachel Talalay. En 2022, interpretó el papel de Jade Wesker, junto a Ella Balinska, en la serie de televisión de acción y terror Resident Evil basada en la exitosa serie de videojuegos con el mismo título, estrenada en Netflix el 14 de julio de 2022. En agosto de 2022, Netflix canceló la serie después de una única temporada. Ese mismo año prestó su voz al personaje de Siobhan en la película animada por stop-motion, Wendell & Wild.
En septiembre de 2024, fue elegida para interpretar a Thalia Grace en la segunda temporada de la serie de Disney+ Percy Jackson y los dioses del Olimpo.

## Filmografía
| Año       | Título                                  | Papel                | Notas                         | Ref.          |
| --------- | --------------------------------------- | -------------------- | ----------------------------- | ------------- |
| 2017-2020 | The Worst Witch                         | Enid Nightshade      | Papel principal; 43 episodios | [ 12 ] [ 13 ] |
| 2018      | Hard Sun                                | Hailey Hicks         | 3 episodios                   |               |
| 2019      | Are You Afraid of the Dark?             | Louise Fulci         | Papel principal (temporada 1) | [ 14 ]        |
| 2020      | Artemis Fowl                            | Juliet Butler        | Película                      | [ 15 ]        |
| 2020      | A Babysitter's Guide to Monster Hunting | Kelly Ferguson       | Película                      | [ 16 ]        |
| 2022      | Resident Evil                           | Jade Wesker de joven | Papel principal               | [ 7 ]         |
| 2022      | Wendell & Wild                          | Siobhan (voz)        | Película de animación         | [ 9 ]         |
| 2022      | Bugs Bunny Builders                     | Looney Cat Kid (voz) | Episodio «Looneyburg Lights»  |               |
| 2025      | The Wayfinders                          | Oaklee Jones         | Serie de televisión           |               |
| 2025      | Percy Jackson y los dioses del Olimpo   | Thalia Grace         | Temporada 2                   | [ 11 ]        |